# ГАЗ-59402
ГАЗ-59402 «Пурга» — пожарная машина на комбинированном железнодорожном и пневмоколёсном ходу, оснащённая установкой комбинированного тушения пожаров (УКТП) «Пурга». ГАЗ-59402 создан на основе БТР-80, от которого унаследовал герметичный бронированный корпус. Основное назначение — ликвидация лесных пожаров в труднодоступных районах. Кроме того, может использоваться при тушении пожаров нефтепродуктов, на предприятиях деревообработки, а также при ликвидации послеаварийных пожаров в речных и аэропортах, объектах железной дороги. Пожарный автомобиль ГАЗ-59402 позволяет осуществлять забор воды из необорудованных пирсами природных водоисточников и может непосредственно участвовать в тушении пожара или использоваться в качестве насосной станции.

## История
Разработан на основе ГАЗ-59401 в 1997—1999 годах по заказу Горьковской железной дороги. Основным отличием ГАЗ-59402 является установка поворотной башни (вместо подъёмной площадки) и пожарного оборудования.
ГАЗ-59402 принимал участие в многочисленных выставках, таких как Всероссийский промышленно-экономический Форум (Нижний Новгород, 1999), «Автофорум-2000» (Нижний Новгород, 2000), «Пожарная безопасность XXI века» (Москва, 2003).
По состоянию на 2009 год, в России эксплуатировался один автомобиль ГАЗ-59402. Местом его дислокации с сентября 2009 года является пожарная часть № 47 в посёлке Шойбулак Медведевского района Республики Марий Эл, что обусловлено равноудалённостью железнодорожной станции Йошкар-Ола, одноимённого аэропорта, Марийского нефтеперегонного завода и автомобильной газонаполнительной компрессорной станции. В 2011 году планировалось закупить дополнительные единицы спецтехники.

## Особенности конструкции
ГАЗ-59402 имеет герметичный корпус с противоосколочной защитой и может применяться для тушения пожаров повышенной взрывной, радиационной и токсикологической опасности. Герметичный корпус также обеспечивает плавучесть машины и позволяет приблизиться к очагу пожара на расстояние 50 м.
Система комбинированного железнодорожного и пневмоколёсного хода унаследована от ГАЗ-59401. Спереди и сзади установлены подъёмные рамы с железнодорожными катками, фиксируемые с помощью управляемых из кабины гидроцилиндров и системы упоров. В автомобильном режиме движения рамы подняты и практически не уменьшают дорожного просвета. При переходе на железнодорожный ход рамы опускаются, катки упираются в рельсы и приподнимают машину таким образом, что пневмоколёса находятся на расстоянии 8—10 см от верхнего края рельсов. Колёса первой и последней осей находятся в сцеплении с роликами, через планетарный редуктор передающими вращение на железнодорожные катки, при этом направление вращения колёс и катков совпадает. Торможение осуществляется рабочей тормозной системой автомобиля.
Для ГАЗ-59402 Б. Н. Бровкиным и В. Б. Куклиным была разработана башенная установка комбинированного (вода + пожаротушащий реагент) тушения пожаров (УКТП) с четырьмя стволами, расположенными в одну линию. Все стволы одновременно перемещаются в вертикальной плоскости при помощи механизма наведения; перемещение в горизонтальной плоскости осуществляется при повороте башни. Между парами стволов в башне размещается окно для оператора установки. Для изготовления башни используются бронированная сталь и бронестёкла, что позволяет производить тушение пожаров на взрывоопасных объектах.
На башне установлена спаренная УКТП «Пурга», разработанная под руководством Г. Н. Куприна на НПО «СОПОТ» (Санкт-Петербург), которая обладает повышенными дальнобойностью и скоростью растекания пены по горящей поверхности. Вода под давлением смешивается с жидким пенообразователем и подаётся на форсунки в стволах, где при расширении образует хлопья пены. УКТП «Пурга» позволяет получать пены различного состава: пена средней кратности создаёт изолирующий слой на поверхности, препятствующий газообмену, а пена низкой кратности вследствие более высокой кинетической энергии обладает повышенной дальностью подачи.
Установленное оборудование:
- защищённая полноповоротная башня с местом для оператора;
- спаренные УКТП «Пурга-10.10.20»;
- пожарный насос ПН-40УВ (по другим данным ПН-40УА[7]) с приводом от трансмиссии машины;
- бак для пенообразователя;
- всасывающие рукава для забора воды из внешних источников;
- герметичный корпус с противоосколочной защитой;
- фильтровентиляционная установка;
- термошумоизоляция;
- независимая торсионная подвеска колёс;
- система регулирования давления воздуха в шинах;
- специальные подъёмные катки (спереди и сзади) для движения по железной дороге;
- лебёдка самовытаскивания.

| Характеристики |               |
| Базовое шасси | ГАЗ-59037     |
| Колёсная формула | 8 × 8 / 4     |
| Полная масса, т | 15            |
| Экипаж, чел. | 3—5           |
| Длина, мм | 8300          |
| Ширина по корпусу, мм | 2900          |
| Высота, мм | 2800          |
| Минимальный дорожный просвет, мм по корпусу в зоне подвески ж/д колёс                                                    | 450 400       |
| Колея, мм по шоссе по ж/д пути                                                                                           | 2410 1520     |
| Двигатель | КамАЗ-7403    |
| Тип двигателя | дизельный     |
| Мощность двигателя, кВт (л. с.)                                                                                          | 191 (260)     |
| Максимальная скорость, км/ч по шоссе по ж/д пути                                                                         | 80 50         |
| Преодолеваемый подъём | 30°           |
| Преодолеваемый брод, м                                                                                                   | плавает       |
| Углы наведения башни с УКТП по горизонтали по вертикали                                                                  | 360° −2°…+45° |
| Производительность насоса, л/с                                                                                           | 40            |
| Напор воды, м | 55            |
| Максимальное расстояние до водоисточника, м                                                                              | 50            |
| Объём бака для пенообразователя, л                                                                                       | 1000          |
| Производительность УКТП по раствору пенообразователя, л/с по пене низкой кратности, м³/с по пене средней кратности, м³/с | 40 0,4 2,0    |
| Дальность подачи струй пены, м низкой кратности средней кратности                                                        | 50—55 25—30   |
| Защищаемая площадь, м²                                                                                                   | 1000—1500     |